# Bobrovník
Bobrovník es un municipio del distrito de Liptovský Mikuláš en la región de Žilina, Eslovaquia, con una población estimada a final del año 2024 de 123 habitantes.
Se encuentra ubicado al sureste de la región, cerca del curso alto del río Váh (cuenca hidrográfica del Danubio), de los montes Tatras y de la frontera con Polonia y las regiones de Prešov y Banská Bystrica.

## Demografía
| Año        | 1994 | 2004    | 2014     | 2024    |
| ---------- | ---- | ------- | -------- | ------- |
| Población  | 158  | 143     | 126      | 123     |
| Diferencia |      | −9,49 % | −11,88 % | −2,38 % |

| Año        | 2023 | 2024    |
| ---------- | ---- | ------- |
| Población  | 124  | 123     |
| Diferencia |      | −0,80 % |